# Tetrapyrgos nigripes
Tetrapyrgos nigripes är en svampart som först beskrevs av Ludwig David von Schweinitz, och fick sitt nu gällande namn av E. Horak 1987. Tetrapyrgos nigripes ingår i släktet Tetrapyrgos och familjen Marasmiaceae.   Inga underarter finns listade i Catalogue of Life.

## Källor

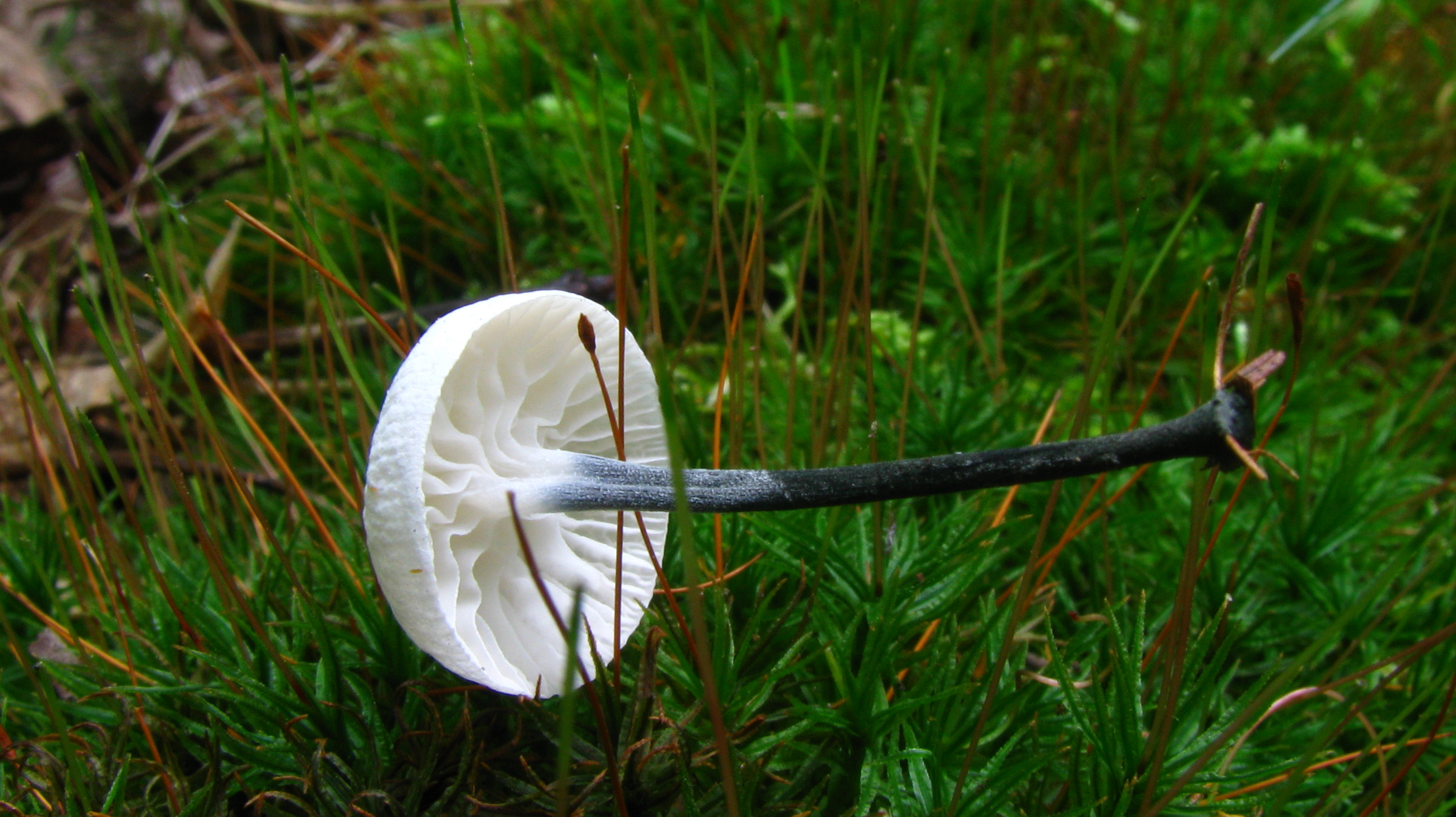